# Тіолтіур
Тіолтіур (рум. Tioltiur) — село у повіті Клуж в Румунії. Входить до складу комуни Корнешть.
Село розташоване на відстані 340 км на північний захід від Бухареста, 27 км на північ від Клуж-Напоки.

## Населення
За даними перепису населення 2002 року у селі проживали 213 осіб, усі — румуни. Усі жителі села рідною мовою назвали румунську.